# Маслац
Маслац (такође и масло, путер, путар и бутер, од  ), је млечни производ добијен мућкањем слатке и киселе павлаке. Маслац произведен од киселе павлаке мора да мирише на диецетил а слатки маслац мора имати укус павлаке. Маслац је храњив додатак храни, али у већим количинама утиче лоше на људско здравље повећавајући холестерол.
Најчешће се прави од крављег млека, мада се маслац такође може производити од млека других сисара, укључујући овце, козе, биволе и јакове. Прави се мешањем млека или кајмака да би се одвојиле куглице масти од млаћенице. Со је додавана маслацу од давнина да би се сачувао, посебно када се транспортује; со можда још увек игра улогу очувања, али је данас мање важна јер се цео ланац снабдевања обично хлади. У модерно време може се додати со ради укуса. Маслац се понекад боји бојама за храну. Уклањањем воде и чврстих материја млека, добија се прочишћени маслац или ги, који је скоро у потпуности маст.
Маслац је емулзија воде у уљу која настаје као резултат инверзије креме, где су млечни протеини емулгатори. Маслац остаје чврста материја када се охлади, али омекшава до конзистенције која се може намазати на собној температури и топи се до течне конзистенције на 32—35 °C (90—95 °F). Густина маслаца је 911 g/L (15 1⁄4 oz/US pt). Обично има бледо жуту боју, али варира од тамно жуте до скоро беле. Његова природна, неизмењена боја зависи од хране и генетике изворне животиње, али комерцијални производни процес понекад манипулише бојом бојама за храну као што су анат или каротен.

## Производња
Маслац се раније производио у дрвеним бућкалицама, а од 1878. године појавом сепаратора започела је производња маслаца на велико.
Павлака се убризгава у бућкалицу, где се подвргава снажном мешању ради разбијања масних капљица. Приликом мућкања сједињују се ситни делићи масти најпре у мање, а затим и у веће грудвице, а течност се зове млаћеница.
Маслац произведен у индустријским погонима може садржавати до 2% кухињске соли и може се бојити природним бојама. Добар маслац има својствен угодан мирис и укус, а укус зависи од исхране крава чије се млеко узима.

## Складиштење и чување
Маслац се чува до 14 дана на температури до +5 °C, а дуже од 14 дана на температури до -20 °C.

## Нутритивне информације
Како је маслац у суштини само млечна маст, садржи само трагове лактозе, тако да умерена конзумација путера не представља проблем за особе са осетљивости на лактозу. Људи са алергијама на млеко и даље морају да избегавају путер, који садржи довољно протеина који изазивају алергију да изазове реакције. Пуно млеко, маслац и павлака имају висок ниво засићених масти.
| Тип масти                          | Укупна маст (g) | Засићена маст (g) | Мононезасићена маст (g) | Полинезасићена маст (g) | Тачка дима      |
| ---------------------------------- | --------------- | ----------------- | ----------------------- | ----------------------- | --------------- |
| Маслац                             | 80-88           | 43-48             | 15-19                   | 2-3                     | 150 °C (302 °F) |
| Уље репице                         | 100             | 6-7               | 62-64                   | 24-26                   | 205 °C (401 °F) |
| Кокосово уље                       | 99              | 83                | 6                       | 2                       | 177 °C (351 °F) |
| Кукурузно уље                      | 100             | 13-14             | 27-29                   | 52-54                   | 230 °C (446 °F) |
| Лој                                | 100             | 39                | 45                      | 11                      | 190 °C (374 °F) |
| Уља од кикирикија                  | 100             | 17                | 46                      | 32                      | 225 °C (437 °F) |
| Маслиново уље                      | 100             | 13-19             | 59-74                   | 6-16                    | 190 °C (374 °F) |
| Уље смеђег пиринча                 | 100             | 25                | 38                      | 37                      | 250 °C (482 °F) |
| Сојино уље                         | 100             | 15                | 22                      | 57-58                   | 257 °C (495 °F) |
| Сало                               | 94              | 52                | 32                      | 3                       | 200 °C (392 °F) |
| Топљено масло                      | 99              | 62                | 29                      | 4                       | 204 °C (399 °F) |
| Сунцокретово уље                   | 100             | 10                | 20                      | 66                      | 225 °C (437 °F) |
| Сунцокретово уље (високо олеинско) | 100             | 12                | 84                      | 4                       |                 |
| Поврћна масноћа                    | 100             | 25                | 41                      | 28                      | 165 °C (329 °F) |

## Здравствени проблеми
Једна студија из 2015. је закључила да „људи са хиперхолестеролемијом треба да смање потрошњу маслаца на минимум, док се умерени унос истог може сматрати делом исхране у популацији без поремећаја холестерола”.
Једна метаанализа и систематски преглед објављени 2016. године утврдили су релативно мале или безначајне свеукупне повезаности дозе од 14 g маслаца дневно са смртношћу и короноваскуларним болестима, а конзумација је инверзно повезана са појавом дијабетеса. Студија даље наводи да „налази не подржавају потребу за великим нагласком у смерницама за исхрану на повећању или смањењу потрошње маслаца.“